# 在英韓國人
在英韓國人包括从韩半岛移民到英国的韓僑、韓裔英國公民及其後代。

## 人口
2001年英国人口普查显示有12,310名出生在韩国的英国居民。根据韩国外交通商部的调查数据，在2011年时一共有45,295名韩国人（或前韩国人）居住在英国。这说明在英韩人是第十二大海外韩人群体，少于韓裔巴西人，多于印尼韓僑。

### 人口分布

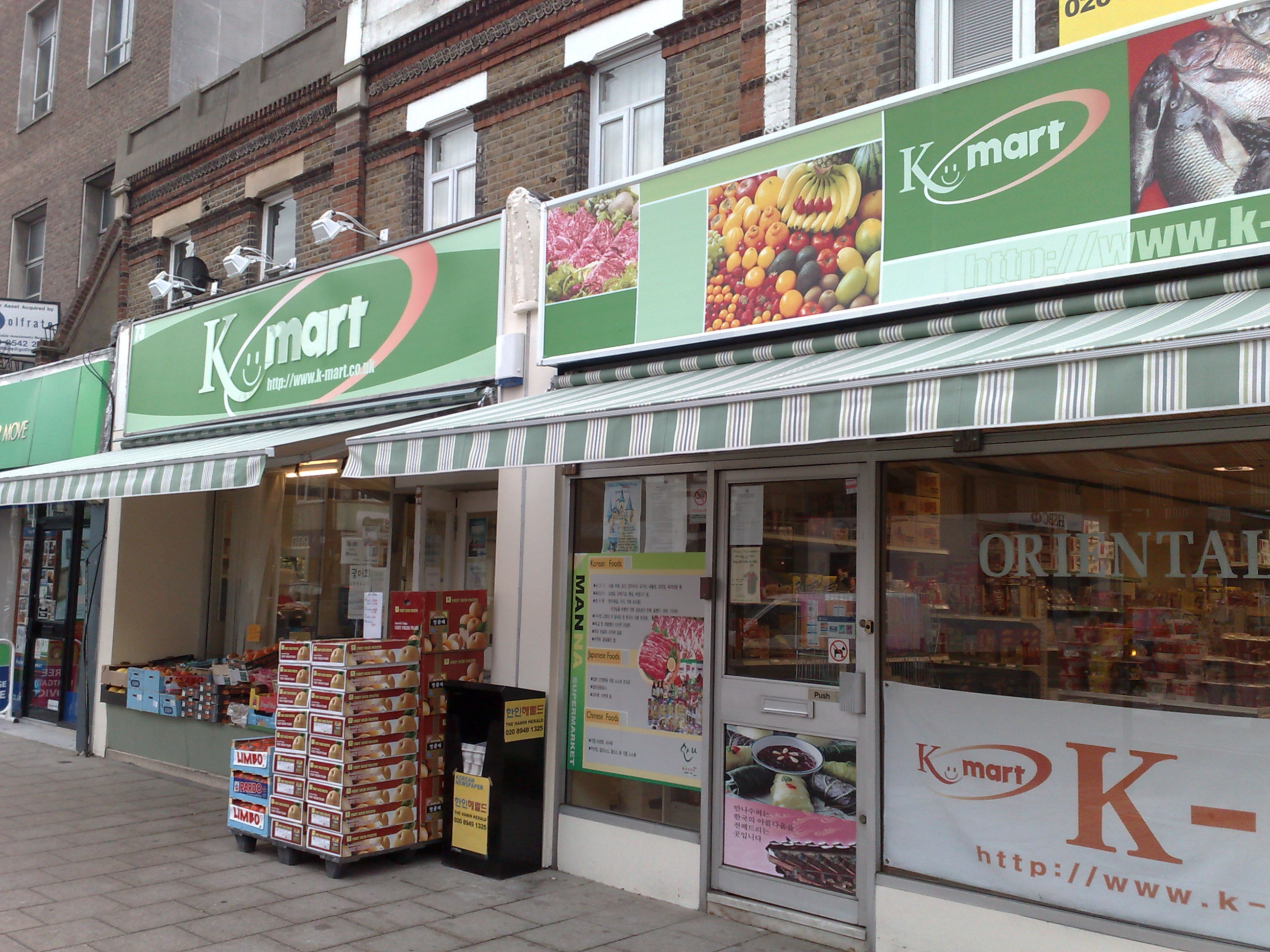
一个在伦敦新莫登的韩国 杂货店

大多数韩国人在上世纪80年代开始在英国居住，绝大多数都居住在伦敦的新莫登。該地被认为有8,000至20,000名韩国人居住，被称为“韩国城”（Korean Town）。三个因素被认为是当地可以吸引许多韩国移民的原因，第一是当地的低房价；第二是原本居住在新莫登的日本人社群；以及从众效应，因为此地早先有几家开设已久的韩国商店。 到了1990年代，这里成为了在英韩侨的社会中心。因此许多成年的韩裔英国人，特别是女性，即使是在英国生活了许多年也依旧不会使用太多的英语。 在2002年韩日世界杯时，许多韩侨从英国各地聚集到这个地区来为他们的祖国的韩国国足加油。

### 宗教
与韩裔美国人的情形相同的是基督新教在韩裔英国人的日常与精神生活中起着很大的作用。有少数的韩裔英国人信仰佛教。

## 著名人士
- 裴英兰，著名小提琴演奏家。
- 讓-巴蒂斯特·金，前朝鮮劳动新闻驻外记者，在脫北后现居阿讷西。
- 朴智星，英格兰足球俱乐部女王公园巡游者的前锋球员。
- 申永澈，约克大学的经济学教授。
- Shannon，韩国歌手，父亲是威尔士人，母亲是韩国人。
- Sam，韩国组合Lunafly的主唱。
- 李正善（羅瑟米爾子爵夫人）（英语：Maiko Jeong Shun Lee, Viscountess Rothermere），韓裔英國貴族
- 李成敏，英籍韓裔女演員。